# EVOLT-serien
E-serien (i Europa) även kallad EVOLT (utanför Europa) är en berömd produktserie av digitala systemkameror tillverkade av Olympus corp.
| Modellnamn      | Maximal upplösning (megapixel) | Beskrivning | Releasedatum      | |
| E series        | E series                       | E series | E series          | E series |
| --------------- | ------------------------------ | --- | ----------------- | --- |
| Olympus E-1     | 4.9 megapixel                  | Den första systemkameran att använda Four Thirds. Professionell.                                                                                  | 2003              | Olympus America, arkiverad från ursprungsadressen den 2007-06-06, https://web.archive.org/web/20070606093837/http://www.olympusamerica.com/e1/default.asp         |
| Olympus E-3     | 10.1 megapixel                 | Professionell DSLR | November 2007     | Olympus America, http://www.olympusamerica.com/e3/ |
| Olympus E-10    | 4.0 megapixel                  | | 2000              | Olympus America, http://www.olympusamerica.com/cpg_section/cpg_archived_product_details.asp?fl=2&id=643                                                           |
| Olympus E-20    | 5.0 megapixel                  | | 2001              | Olympus America, http://www.olympusamerica.com/cpg_section/cpg_archived_product_details.asp?fl=2&id=714                                                           |
| Olympus E-30    | 12.3 megapixel                 | Professionell systemkamera | Januari 2009      | Olympus America, http://www.olympusamerica.com/cpg_section/product.asp?product=1430                                                                               |
| Olympus E-100RS | 1.5 megapixel                  | RS=Rapid Shot. Capable of shooting up to 15fps sequentially. Shutter speeds range from 1/10,000 to 16 sec. Designed to capture high speed motion. | November 2000     | Olympus America, http://www.olympusamerica.com/cpg_section/cpg_archived_product_details.asp?fl=2&id=644, läst 13 april 2007                                       |
| Olympus E-300   | 8.0 megapixel                  | Även känd som EVOLT-300 utanför Europa. | December 2004     | Olympus America, http://www.olympusamerica.com/cpg_section/cpg_archived_product_details.asp?fl=2&id=1140, läst 11 januari 2007                                    |
| Olympus E-330   | 7.4 megapixel                  | Den första systemkameran med Live LCD | Januari 2006      | Olympus America, http://www.olympusamerica.com/cpg_section/product.asp?product=1226                                                                               |
| Olympus E-400   | 8.0 megapixel                  | Världens minsta och lättaste digitala systemkamera                                                                                                | Oktober 2006      | Olympus Europe, arkiverad från ursprungsadressen den 2008-12-20, https://web.archive.org/web/20081220122211/http://www.olympus-europa.com/consumer/dslr_E-400.htm |
| Olympus E-410   | 10.0 megapixel                 | Efterföljare till E-400. | April 2007        | Olympus America, http://www.olympusamerica.com/cpg_section/product.asp?product=1294                                                                               |
| Olympus E-420   | 11.8 megapixel (10 effektiva)  | Efterföljare till E-410. En mängd förbättringar                                                                                                   | Maj 2008          | Olympus America, http://www.olympusamerica.com/cpg_section/product.asp?product=1372                                                                               |
| Olympus E-500   | 8.0 megapixel                  | Digital SLR | 26 september 2005 | Olympus America, http://www.olympusamerica.com/cpg_section/product.asp?product=1192                                                                               |
| Olympus E-510   | 10.0 megapixel                 | Med bildstabilisering, efterföljare till E-500.                                                                                                   | Juni 2007         | Olympus America, http://www.olympusamerica.com/cpg_section/product.asp?product=1295                                                                               |
| Olympus E-520   | 10.0 megapixel                 | Efterföljare till E-510 | Augusti 2008      | Olympus America, http://www.olympusamerica.com/cpg_section/product.asp?product=1386                                                                               |
| Olympus E-620   | 12 megapixel                   | Ett mellanting mellan E-30 och E-520 | Februari 2009     | Olympus America, http://olympusamerica.com/cpg_section/product.asp?product=1452                                                                                   |